# Ян Станіславський
Ян Станісла́вський (пол. Jan Stanisławski; 12 (24) червня 1860, село Вільшана, нині смт Городищенського району Черкаської області, Україна. — 6 січня 1907, Краків) — польський живописець-імпресіоніст.

## Біографія
Родом з села Вільшани, Звенигородського повіту, студіював у мистецьких школах Варшави, Кракова, Парижа, з 1897 р. професор пейзажу в Краківській школі образотворчих мистецтв (з 1900 — академії).
Народився в родині письменника, юриста і таємного радника Антонія-Роберта Станіславського і Кароліни Станіславської-Ольшевської.
Ян Станіславський студіював математику у Варшавському університеті й мав намір викладати улюблений предмет у Краківському. Але захоплення живописом перемогло й талановитий математик почав життя спочатку: вступив до рисувальної школи спочатку у Варшаві, потім у Кракові. Пізніше удосконалював майстерність у мистецьких студіях Парижу, де виявив особливе зацікавлення насамперед імпресіонізмом. 1896 року Ян Станіславський повернувся до Кракова й взявся керувати майстернею пейзажного живопису в Школі образотворчих мистецтв, котра наступного року була реформована в Академію красних мистецтв. Пейзажист був засновником Краківського товариства «Мистецтво» (Stuka). Особливі зв'язки він мав з українськими колегами, зокрема, Київською малювальною школою Миколи Мурашка (входив до її педагогічної ради).

## Станіславський і Україна

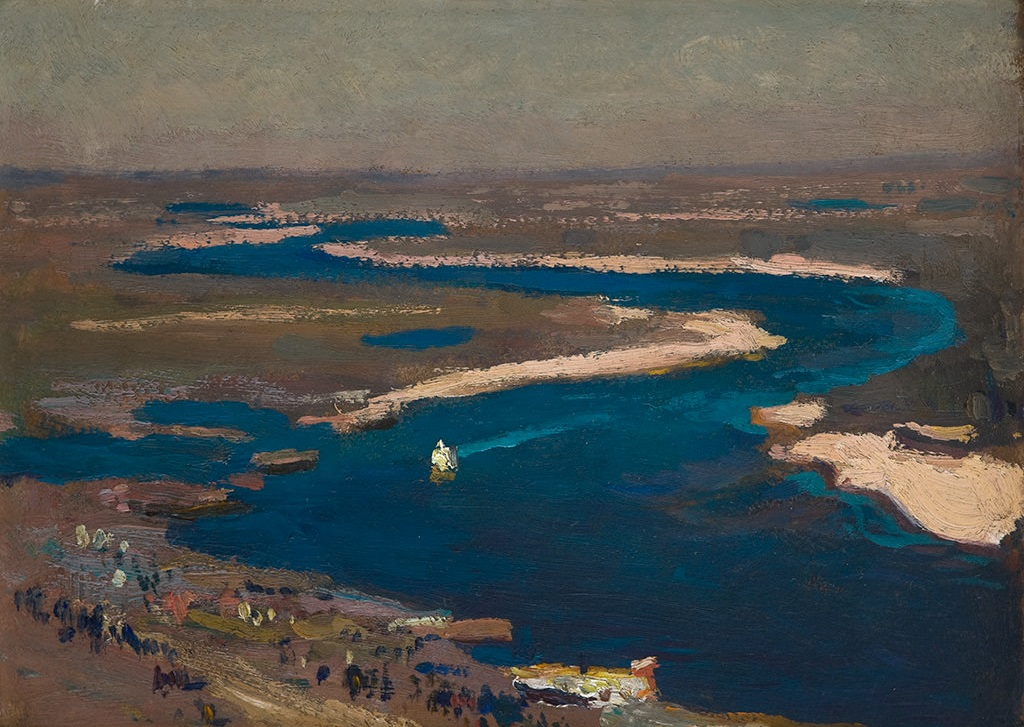
«Дніпро під Києвом» 1904

Майбутній пейзажист народився на батьківщині Тараса Шевченка й вважав Україну своєю другою вітчизною. Його батько — Антоні Станіславський — навчався у Київському університеті. За участь у польському національному русі був висланий до Казані. Закінчивши тамтешній університет, Антоні Станіславський став професором права Казанського університету, а згодом — Харківського.
Ян Станіславський часто відвідував Україну й присвятив їй численні пейзажі («Пасіка в Україні», «Будяки», «Дніпро під Києвом», «Михайлівський собор у Києві», «Біла Церква», «Тополі», «Соняшники», «Вітряки», «Дерева» та ін) і жанрові картини («Укр. козак», «Вечеря», «Праля», «Лірник» й ін. Учнями Станіславського і його послідовниками були український малярі Микола Бурачек, Іван Труш, Олекса Новаківський та інші.
Твори Станіславського зберігаються у мист. ґалеріях Кракова, Варшави, Львова, Києва.
Ян Станіславський — вчитель відомих українських художників Миколи Бурачека та Івана Труша (випускників Краківської академії красних мистецтв).

## Родина
Син письменника, юриста і таємного радника Антонія-Роберта Станіславського і Кароліни Станіславської-Ольшевської.
Брат лікаря і театрального діяча Гжегожа Станіславського.
Мав сестру Антоніну.